# Nipisat
Nipisat (in groenlandese: "Lumpfish", riferito alla forma dell'isola) è una piccola isola disabitata nel comune di Qeqqata nella Groenlandia centro-occidentale.

## Geografia
L'isola di Nipisat si trova a 15 km a sud di Sisimiut, sulle rive dello Stretto di Davis. Appartiene al gruppo di piccole isole e scogli situato alla foce del fiordo di Ikertooq, immediatamente a ovest dell'isola di Sarfannguit. La brughiera la betulla nana, il salice artico, i licheni ben drenati e la vegetazione erbacea dominano la flora.

## Storia
Nel XVIII secolo, i danesi e i norvegesi giunsero a Nipisat. Nel 1723, Hans Egede trovò i nativi attivamente impegnati nella caccia alle grandi balene a Nipisat e i danesi stabilirono il primo insediamento, una stazione commerciale. Due anni dopo, una piccola missione fu stabilita sull'isola, ma venne abbandonata l'anno successivo e poi incendiata dai balenieri olandesi. Nel 1727, i norvegesi Ditlev Vibe e il vescovo Deichmann di Christiania raccomandarono al re di Danimarca il ripristino di una stazione commerciale a Nipisat e l'istituzione di una stazione baleniera. Nel 1728, Federico I di Danimarca ordinò la costruzione di una fortezza a Nipisat, ma due anni dopo ne ordinò l'abbandono e l'evacuazione.
Il 30 giugno 2018 il sito archeologico dell'isola è stato iscritto nella lista del Patrimonio dell'umanità dell'UNESCO.

## Archeologia
L'isola è degna di nota per il suo sito archeologico della cultura Saqqaq, ben conservato, contenente diversi manufatti in pietra che erano precedentemente sconosciuti. I popoli delle cultura di Saqqaq non sono gli antenati del moderno popolo kalaallit, piuttosto sono imparentati con i moderni popoli ciukci e coriachi. Il sito, che prende il nome dall'isola, è stato scoperto nel 1989 da Finn Kramer, curatore del Museo Sisimiut. Si trova a circa 50 metri dall'attuale linea di costa, situata su spiagge rialzate con una pendenza sud-orientale. L'elevazione dell'area varia tra 9 e i 13 metri sopra il livello medio del mare. Questa parte dell'isola che contiene il sito archeologico, non ha mostrato segni di successiva occupazione da parte della cultura del Dorset o di quella di Thule.  Tuttavia, mostra segni di pre-Dorset e della tradizione artica di piccoli utensili. Durante il periodo di scavi di cinque anni, 1989-1994, sono stati recuperati oltre 70.000 frammenti ossei e circa 1.000 artefatti, compresi 314 strumenti vari.